# Stemma del Regno di Napoli
Lo stemma del Regno di Napoli ha assunto, nel corso dei secoli, molteplici configurazioni, retaggio delle diverse dinastie succedutesi al trono di Sicilia citeriore. Elementi costanti presenti nella massima parte delle insegne adottate dai sovrani del Regno di Puglia furono l'arme d'Angiò-Sicilia, la Croce di Gerusalemme e i Pali d'Aragona.

## Storia

### Periodo Angioino
Il primo stemma adottato dal Regno di Napoli riprendeva i simboli angioini ed era rappresentato da uno scudo di gigli in campo blu sormontato da un lambello. Poiché nel 1277, Maria di Antiochia, che era stata la legittima pretendente al trono di Gerusalemme dopo la morte di Corradino di Svevia, ma non era stata riconosciuta dall'Alta Corte, vendette i suoi diritti a Carlo I d'Angiò, che aggiunse l'insegna dei re di Gerusalemme a quelle del Regno. Tra il 1382 e il 1453 i rami di Angiò-Durazzo, già sovrani d'Ungheria, e di Angiò-Valois, conti di Valois, furono in concorrenza per la corona di Napoli. Perciò allo stemma del regno furono aggiunte le armi della casata aspirante al trono. Il conflitto terminò solo con Renato I di Napoli, duca di Lorena e Bar e conte di Provenza, del ramo di Angiò-Valois, che però fu nominato erede di Giovanna II di Napoli, del ramo di Angiò-Durazzo. Renato unì le sue armi a quelle del regno. 

### Periodo Aragonese e interregni francesi
Nel 1442 Alfonso I, già re di Sicilia, conquistò il Regno di Napoli, che lasciò in eredità al figlio Ferdinando I. Ferdinando, riprendendo lo stendardo del Regno creato dal padre, creò il proprio stemma inquartando le Barre di Aragona con le armi degli Angiò-Durazzo. Durante il dominio aragonese vi furono due brevi interregni francesi: nel 1495, con Carlo IV, e tra 1501 e il 1504, con Luigi II (V). Nel primo interregno venne utilizzato uno stemma che inquartava i gigli di Francia con le armi di Gerusalemme, mentre nel secondo fu usato uno stemma che con le armi di Gerusalemme inquartava lo stemma degli angioini. Quando Ferdinando III conquistò il Regno, inquartò le armi di Sicilia e di Napoli, private dello stemma angioino, con le armi di Castiglia e León, il tutto innestato in punta dallo stemma di Granada. Sua figlia Giovanna III, sposa di Filippo d'Asburgo, inquartò le armi del padre con quelle del marito, che includevano gli stemmi d'Austria, Tirolo, Borgogna, Brabante e Fiandre.

## Galleria d'immagini

Stemma degli Angioini
Stemma degli Angioini di Napoli
Stemma degli Angiò-Durazzo
Stemma degli Angiò-Valois
Stemma di Renato I
Stemma dei Trastámara di Napoli
Ragnatela, distintivo araldico dei re di Napoli, usato anche da Alfonso II
Stemma di Carlo IV
Stemma di Luigi II (V)
Stemma di Ferdinando III
Stemma di Giovanna III
Stemma di Carlo IV (V) di Napoli e I (II) di Sicilia come re dei Romani, Aragona e di entrambe le Sicilie (1516-1519)
Stemma di Carlo IV (V) di Napoli e I (II) di Sicilia come sovrano di Sicilia e Napoli (1516-1556)
Stemma di Filippo I come sovrano di Sicilia e Napoli (1556-1598)
Stemma degli Asburgo di Spagna per i regni di Sicilia e Napoli dal 1598 al 1665
Stemma di Carlo V (VI) di Napoli e II (III) di Sicilia per i regni di Sicilia e Napoli (1665-1700)
Stemma di Filippo IV, primo sovrano dei Borbone di Spagna, che però regnò sulla Sicilia solo fino al 1713
Stemma di Carlo VI (VII) di Napoli e III (IV) di Sicilia per i regni di Sicilia e Napoli (1720-1734)
Stemma di Carlo VII (VIII) di Napoli e III (V) di Sicilia[1] nella variante per il Regno di Napoli
Stemma di Ferdinando IV di Napoli e III di Sicilia
Grande stemma di Giuseppe I
Medio stemma di Giuseppe I
Grande stemma di Gioacchino Napoleone
Medio stemma di Gioacchino Napoleone